# Ес-Сабіна
Ес-Сабіна (араб. السبينة‎) — місто на південному заході Сирії, у провінції Дамаск. Розташоване в південному передмісті столиці Сирії, у районі західної Гути. Відповідно до даних Сирійського центрального бюро статистики, за переписом 2004 р., населення міста становило 62 509 осіб. У 1948 в місті було засновано Палестинський табір біженців.